# Pio Cellini
Pio Cellini (Roma, 8 novembre 1863 – Roma, 1º novembre 1930) è stato uno scultore e cesellatore italiano.

## Biografia
Pio Cellini era uno dei fratelli minori di Giuseppe Cellini, pittore e illustratore, noto in particolare per le decorazioni della Galleria Sciarra di Roma. Dopo la morte del padre Annibale, miniatore e pittore purista e anche della madre Adelaide Severini, che era figlia dell'architetto Valentino Severini, Pio fu messo all'istituto Tata Giovanni, un ospizio per orfani. Qui imparò il mestiere di cesellatore. Le spese per la sua educazione erano sostenute dalla famiglia Massimo. "Civiltà Cattolica" ricordò l'udienza concessa da Leone XIII, il 25 ottobre 1884, agli alunni e ai docenti dell'Istituto Tata Giovanni. In quella occasione fu presentata al pontefice la foto del prospetto architettonico, realizzato da Pio Cellini per l'atrio dell'ospizio, in occasione del centenario del Tata Giovanni.

### Soggiorni all'estero
Pio Cellini dal 1890 viaggiò in Francia e in Spagna e si fermò per un lungo periodo in Portogallo, insieme al fratello Giuseppe. Qui fu insegnante di disegno. Si trasferì, forse dal 1909, a Malta, dove nel 1913 eseguì lavori in bronzo per la porta della chiesa parrocchiale "Maria Bambina" di Naxxar. Straordinaria è la similitudine di questi elementi decorativi bronzei con i disegni realizzati da Giuseppe Cellini per la rivista "Cronaca bizantina", segno di un'identità di gusto tra i due fratelli. Nella Basilica di San Pietro e Paolo di Nadur Pio Cellini eseguì decorazioni architettoniche.

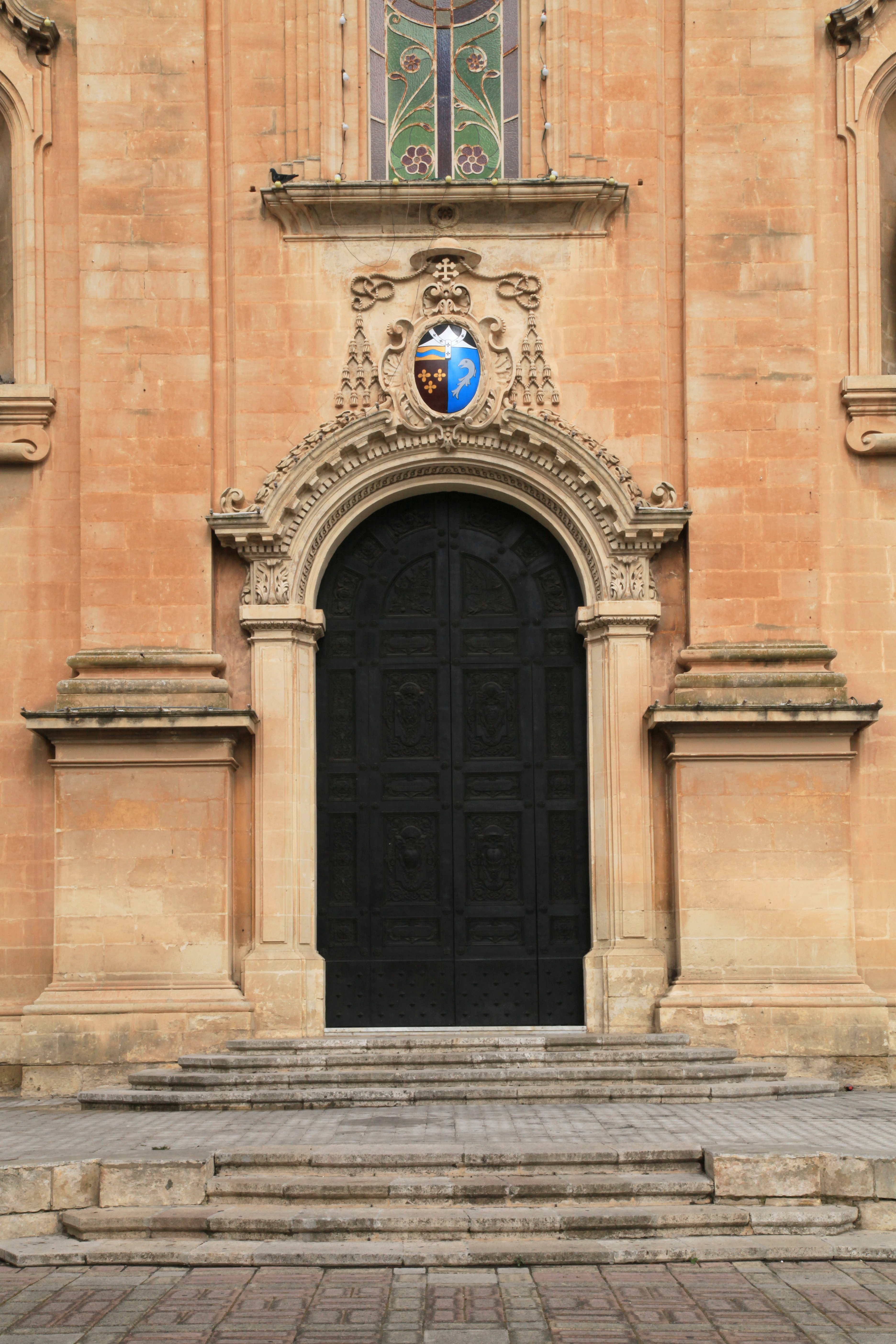
Malta, Naxxar, chiesa di Maria Bambina

### Opere in Italia e in Vaticano
Alla Basilica della Santa Casa di Loreto Pio Cellini collaborò con Ludovico Seitz, che considerava un suo maestro. Seitz, tra il 1892 e il 1902, affrescò la cappella dei Tedeschi con storie della Vergine. Pio Cellini eseguì la cornice, firmata e datata "Roma anno VII", che orna l'immagine della Madonna di Loreto che Umberto Nobile portò con sé durante le imprese polari, del 1926 e del 1928. 
Per la Basilica della Misericordia, a Macerata, cesellò nel 1927, su disegno di Biagio Biagetti, la preziosa iconostasi. o rizza, in argento dorato, per proteggere la pala "Mater Misericordiae", di ignoto autore del Cinquecento.
A Roma, Pio Cellini cesellò la grande croce parietale, in bronzo e pietre dure, che è sulla porta di ingresso alla sacrestia di San Giovanni in Laterano e la fioriera, di bronzo e pietre dure, davanti alla statua della Madonna del Parto di Jacopo Sansovino, nella Basilica di Sant'Agostino in Campo Marzio.
Nel Museo Sacro della Biblioteca Apostolica Vaticana si conserva il martello e la cazzuola per l'apertura della Porta Santa, eseguiti da Pio Cellini, su disegno di Biagio Biagetti, per il Giubileo del 1925, in oro, avorio e pietre preziose. Nei Musei Vaticani c'è un reliquiario dedicato a Pio XI. Per la Sinagoga di Roma Pio Cellini scolpì la lampada per l'arco santo. Ha cesellato gioielli per la ditta Bulgari.